# عوالم چهارگانه
برخی از فلاسفه، حکما و عرفای اسلامی معتقدند که هستی و عالم؛ طبقات و مراتب چهارگانه‌ای دارد که عبارتند از: ناسوت، ملکوت، جبروت و لاهوت.

## عالم لاهوت
- لاهوت مشتق از الله و به معنای عالم غیب و عالم الهی است.[۳] عالم لاهوت عالم خداوندی است که برهمه عوالم وجود مستولی است خداوند که در قرآن با نام الله آمده‌است. بزرگترین محور اصلی قرآن کریم و ادیان الهی است.[۴] نام خداوند الله است و بقیه اسامی او صفات اویند.[۵][تحقیق دست‌اول؟]
- صفات خداوند بر دو گونه است:

اول: ذات بخشی از صفات مربوط بذات خداوند است و عین ذات او می‌باشد. مجموعه صفات ذاتی خداوند در چهار صفت اصلی قابل جمع است که عبارتند از: وحدانیت، سرمدیت، عالمیت، قادریت.
دوم: فعل بخشی از صفات مربوط به عمل خداوند است این‌گونه صفات حادث و ناشی از قدرت و علم اویند مجموعه صفات فعل خداوند در چهار صفت اصلی قابل جمع است که عبارتند از: خالقیت، ربوبیت، حاکمیت، مالکیت
- دو صفت قدوس وسبوح در قرآن به عنوان صفت سلبی معروف‌اند که مفهوم‌اند و تنزیه خداوند از صفات محدود ناقص و بشریست اولی تنزیه مادی و دومی تنزیه معنوی (صفات سلبیه)[۶]

## عالم جبروت
- در اینکه آفرینش فرشتگان پیش از هر موجود دیگری بوده تردیدی نیست و آیات بسیاری درقرآن ناظر بر این امر است. علت این امر هم روشن است چون ملائکه اسباب اجرای اوامر الهی‌اند و تعدادشان نیز بیشمار است. فرشتگان موجوداتی لطیف و مجردند و فاقد غرائز بلکه عقل صرفند و دقیقاً تحت اوامر الهی. عقل اول؛ عقل دوم:
- فلاسفه اسلامی این عالم را به عالم عقل یا جبروت اطلاق می‌کنند.[۷][۸]

فرشتگان دارای اقسامی و هر قسمی ازان وظایفی را به عهده دارند. فرشتگانی که از بقیه از نظر درجاتشان به خدا نزدیک‌ترند مقرب نامیده می‌شوند. چهار فرشته مقرب در اسلام عبارت‌اند از:
- جبرئیل (فرشته وحی) مسوول عالم ذر[۹][تحقیق دست‌اول؟]
- میکائیل (فرشته روزی) مسوول دنیا[۱۰][تحقیق دست‌اول؟]
- عزرائیل (فرشته مرگ) مسوول عالم برزخ[۱۱][تحقیق دست‌اول؟]
- اسرافیل (فرشته صور) مسوول رستاخیز[۱۲][تحقیق دست‌اول؟]

البته نباید از این نکته غافل بود که دو استعمال مختلف در مورد جبروت و ملکوت وجود دارد. اکثر عالِمان عالَمِ جبروت را به لحاظ رتبه، برتر از عالَمِ ملکوت می‌دانند و برخی همچون ابن عربی ملکوت را برتر از جبروت می‌داند و به بیان ساده‌تر، آنچه را که دیگران جبروت می‌نامند او ملکوت می‌نامد و آنچه را که دیگران ملکوت می‌نامند او جبروت می‌نامد. 

## عالم ملکوت
- بعد از عالم ناسوت جهان دیگری توسط خداوند به وجود آمده‌است؛ که فلاسفه از آن به عالم مثال یا صورت تعبیر نموده‌اند. عالم ملکوت همان عالم مثال است که مرتبه ظهور حقایق مجرد و لطیف با آثار و عوارض مادی نظیر شکل و مقدار است. برخی از آن به عالم ذر و گروهی آن را همان عالم برزخ می‌نامند؛ در حالی که این دو عالم از امور مادیند و عالم ملکوت مجردست.[۱۴][۱۵]

## عالم ناسوت
- ناسوت به معنای طبیعت، عالم مادی.[۳] و عالم ناسوت، یعنی عالم ماده و حرکت و زمان و مکان، و به عبارت دیگر عالم طبیعت و محسوسات یا عالم دنیا به عبارت دیگر خلقت جهان مادی یعنی تحقق دادن به آنچه درجهان ملکوت ترسیم شده‌است به صورت جسم یعنی آفرینش : موجود زنده ، بدون جان ، گیاه جانوران، جن و انسان و از دیگان علمی ( هر چیزی از اتم ساخته شده[۱۶]
- درقرآن بیش از ده بار از آفرینش جهان سخن رفته‌است؛ بدین‌گونه که ما آسمان‌ها و زمین و آنچه میان آن دو را در شش روز آفریدیم.[۱۷] [تحقیق دست‌اول؟]
- به باور برخی از فلاسفه اسلامی ناسوت نیز از ۴  عالم دیگر تشکیل می‌گردد.[۱۸][۱۹]
- عالم ذر
- دنیا
- برزخ
- رستاخیز